# هربرت إي. ميروين
هربرت إي. ميروين (بالإنجليزية: Herbert E. Merwin)‏ هو عالم معادن ‏ أمريكي، ولد في 1878 في نيوتن في الولايات المتحدة، وتوفي في 1963 في واشنطن العاصمة في الولايات المتحدة.